# リチャード・エリオット
リチャード・エリオット（Richard Elliot、1960年1月16日 - ）は、イギリス、スコットランドのグラスゴー生まれのサックス・プレイヤー。アルチザン・ミュージック・グループ（現・アーティストリー・ミュージック）（ARTizen Music Group→Artistry Music）の設立者の一人。初期はファンク・バンドのタワー・オブ・パワーのメンバーとして名を挙げ、近年はスムーズジャズ/フュージョンで活躍。
縞模様のテナーサックスがトレードマークとなっている。

## 略歴
1960年、グラスゴーに生まれ、3歳の時にアメリカ・ロサンゼルスへ移住した。中学時代にサックスを学び始め、16歳でプロの道を歩み始めた。このきっかけとなったのは1976年はアメリカ建国200周年であり、その記念に全米より集められたメンバーでバンドを組みツアーをし、その際に来日公演も行っている。その後、ジャズ・ロック・ユニットであるキティホーク (KittyHawk)や、イエロージャケッツに参加。1982年にタワー・オブ・パワー（T.O.P.）に加入し、1988年まで所属する。
T.O.P.に在籍中の1984年にデビュー・アルバムを発表。1980年代にフロリダ州のメキシコ湾岸沿いに移り住む。その後もインティマ・レコード（Intima Records）やマンハッタン・レコード（Manhattan Records）よりコンスタントにアルバムを発表。1994年にブルーノートのコンテンポラリー部門に移籍する。1997年発表の『ジャンピン・オフ』のみメトロ・ブルーからだが、ブルーノートと同じキャピトル・レコード系列のレーベルである。2001年にはスムーズジャズの名門、GRPレコードに移り、2枚のアルバムを残す。
2004年にトランペッターのリック・ブラウンとアルチザン・ミュージック・グループを共同設立。この自己レーベルより2005年にソロ・アルバム『メトロ・ブルー』を発表、2007年にはブラウンとの共作『R n R』を発表。2008年10月にアルチザンはマック・アヴェニュー・レコードに買収され、アーティストリー・ミュージックと改名する。2013年にはデイヴ・コーズ、ジェラルド・アルブライト、ミンディ・エイベアとの共作『Summer Horns』（Dave Koz And Friends名義）を発表。2021年にはシャナキー・レコードより『Authentic Life』をリリースした。

## ディスコグラフィ

### アルバム
- Initial Approach (1984年、ITI)
- 『トロールタウン』 - Trolltown (1986年、Intima)
- 『パワー・オブ・サジェスチョン』 - The Power of Suggestion (1988年、Intima)
- 『テイク・トゥ・ザ・スカイズ』 - Take to the Skies (1989年、Intima)
- 『イマジン』 - What's Inside (1990年、Enigma)
- 『オン・ザ・タウン』 - On the Town (1991年、Manhattan)
- 『涙の誓い』 - Soul Embrace (1993年、Capitol/Manhattan)
- 『アフター・ダーク』 - After Dark (1994年、Blue Note)
- City Speak (1996年、Blue Note)
- 『ジャンピン・オフ』 - Jumpin' Off (1997年、Metro Blue)
- Chill Factor (1999年、Capitol/Blue Note)
- 『クラッシュ』 - Crush (2001年、Verve/GRP)
- 『リコシェ』 - Ricochet (2003年、GRP)
- 『メトロ・ブルー』 - Metro Blue (2005年、Artizen)
- 『R n R』 - R n R (2007年、Artizen) ※with リック・ブラウン
- Rock Steady (2009年、Artistry Music)
- In the Zone (2011年、Artistry Music)
- Lip Service (2014年、Heads Up)
- Summer Madness (2016年、Hear Music)
- Authentic Life (2021年、Shanachie)
- Straight Up Down (2024年、Shanachie)

### コンピレーション・アルバム
- The Best Of Richard Elliot (2000年、Blue Note)
- 『バラッズ』 - Ballads (2001年、Blue Note)